# コスタ・ブラバ

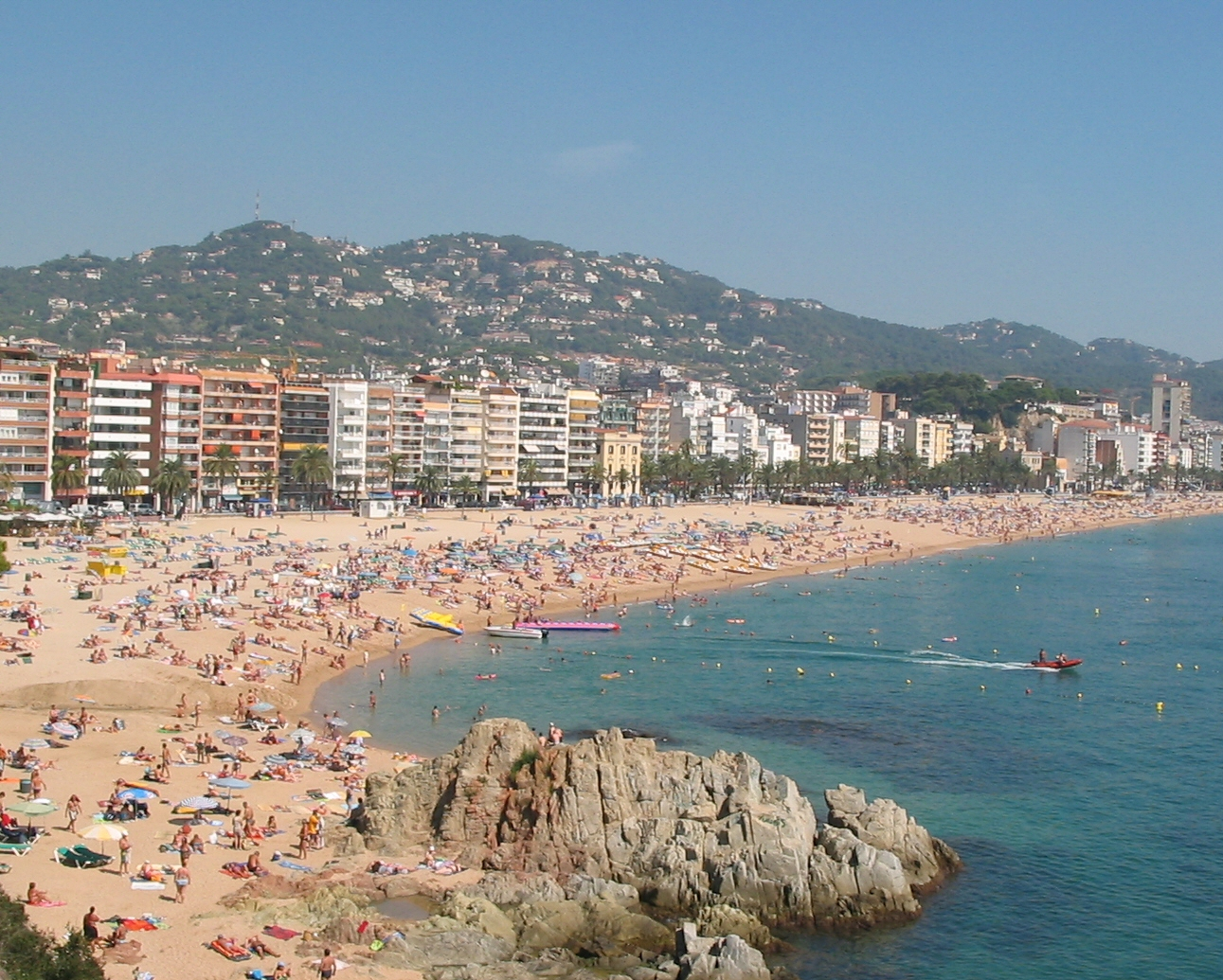
コスタ・ブラバ最大のリゾート地であるリョレト・デ・マル

コスタ・ブラバ（カタルーニャ語・スペイン語：Costa Brava）は、スペイン、カタルーニャ州北東部ジローナ県のアルト・アンプルダー、バッシ・アンプルダー、セルバの各郡に跨る海岸である。コスタはカタルーニャ語及びスペイン語で「海岸」を意味し、ブラバは「でこぼこの」や「野生」を意味する。コスタ・ブラバはバルセロナの約60km北東に位置するブラーナスからフランス国境まで続く。
1950年代にコスタ・ブラバはスペインのフランコ政権によって、イギリス・フランスや北欧からの休暇時のパッケージ旅行の目的地としての開発に適している地域として指定された。とても良い夏の気候や自然、素晴らしい海岸の組み合わせはブラーナス、トッサ・デ・マール、リョレート・デ・マルのような海辺のリゾート地にある多数のホテルやマンションの建設に利用された。観光業は地域の主要産業として急速に成長し、漁業に取って代わった。

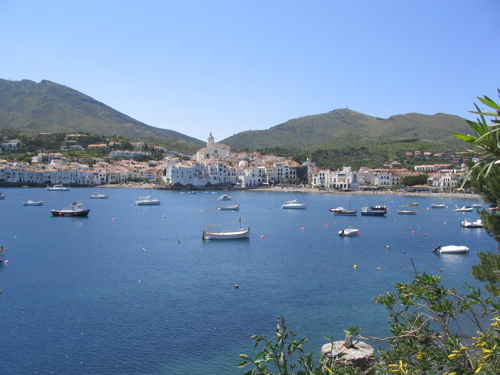
芸術家の天国、カダケス

コスタ・ブラバの海岸線の一部で大規模な開発が行われていた一方、開発の行われなかった地域ではより伝統的な景観が維持され、太陽と砂とサングリアより少し多くを求める訪問客のための「秘宝」となっている。フランス国境に程近く、ピレネー山脈山麓の丘の近くに位置するカダケスのような小さな町は、フィゲーラスにあるダリ美術館がカタルーニャ州で最も重要かつ人気のある博物館・美術館の一つとなっているサルバドール・ダリやパブロ・ピカソなどの芸術家を惹き付け、現在では流行のリゾート地となっている。ロザスとトッサ・デ・マールの間の海岸線にはパルス、ベグール、タマリュー、リャフラン、レスタルティット、アイグア・ブラバ、フォルネルス、カレーリャ・パラフリュージェル、パラモス、サント・フェリウ・デ・ギショルスと言った楽しい小さな町が多数並んでいる。

## 環境保護
1998年にコスタ・ブラバの海沿いの町々は観光と共に環境保護を進める事を取り決めたトッサ憲章 (Carta de Tossa) を締結した。これはこの地域の自然生息域と微気候の広範な価値を認識した 。レスタルティット沖のマデス諸島はスペイン初の海洋自然保護区であり、様々な魚や水生植物相の生息地となっている。また、近くのレンポルダの湿地にある野鳥保護区も開発による破壊の潜在的脅威から土地を救った。